# Кабо-Сан-Лукас
Кабо-Сан-Лукас (ісп. Cabo San Lucas) — місто в мексиканському штаті Баха-Каліфорнія-Сур. Входить до складу району Лос-Кабос.

## Географія
Кабо-Сан-Лукас розташований у найпівденнішій частині Каліфорнійського півострова на узбережжі Тихого океану.

### Клімат
Місто лежить у зоні, котра характеризується кліматом тропічних пустель. Найтепліший місяць — липень із середньою температурою 27.8 °C (82 °F). Найхолодніший місяць — січень, із середньою температурою 18.9 °С (66 °F).
| Клімат Кабо-Сан-Лукаса  | Клімат Кабо-Сан-Лукаса | Клімат Кабо-Сан-Лукаса | Клімат Кабо-Сан-Лукаса | Клімат Кабо-Сан-Лукаса | Клімат Кабо-Сан-Лукаса | Клімат Кабо-Сан-Лукаса | Клімат Кабо-Сан-Лукаса | Клімат Кабо-Сан-Лукаса | Клімат Кабо-Сан-Лукаса | Клімат Кабо-Сан-Лукаса | Клімат Кабо-Сан-Лукаса | Клімат Кабо-Сан-Лукаса | Клімат Кабо-Сан-Лукаса |
| Показник                | Січ.                   | Лют.                   | Бер.                   | Квіт.                  | Трав.                  | Черв.                  | Лип.                   | Серп.                  | Вер.                   | Жовт.                  | Лист.                  | Груд.                  | Рік                    |
| Абсолютний максимум, °C | 36                     | 37                     | 37                     | 41                     | 40                     | 41,5                   | 41                     | 41,5                   | 44                     | 41                     | 37                     | 37                     | 44                     |
| Середній максимум, °C   | 25,4                   | 25,9                   | 27                     | 29,1                   | 30,7                   | 31,7                   | 33,4                   | 33,7                   | 33                     | 32,2                   | 29,4                   | 26,8                   | 29,9                   |
| Середня температура, °C | 19                     | 19                     | 20                     | 22                     | 23                     | 25                     | 28                     | 28                     | 28                     | 26                     | 23                     | 21                     | 23                     |
| Середній мінімум, °C    | 13                     | 12,7                   | 13,5                   | 15,5                   | 17                     | 19,1                   | 22,9                   | 24,3                   | 23,9                   | 21,5                   | 17,6                   | 14,5                   | 18                     |
| Абсолютний мінімум, °C  | 4,5                    | 1,5                    | 1                      | 7                      | 6,5                    | 10                     | 13                     | 14                     | 16                     | 11                     | 1                      | 5                      | 1                      |
| Норма опадів, мм        | 16                     | 3                      | 1                      | 2                      | 0                      | 0                      | 18                     | 44                     | 70                     | 32                     | 4                      | 14                     | 203                    |
| Днів з дощем            | 1,3                    | 0,4                    | 0,3                    | 0,1                    | 0                      | 0                      | 1,1                    | 2,9                    | 3,4                    | 1,5                    | 0,7                    | 1,1                    | 12,8                   |
| ----------------------- | ---------------------- | ---------------------- | ---------------------- | ---------------------- | ---------------------- | ---------------------- | ---------------------- | ---------------------- | ---------------------- | ---------------------- | ---------------------- | ---------------------- | ---------------------- |
| Джерело: Weatherbase    |                        |                        |                        |                        |                        |                        |                        |                        |                        |                        |                        |                        |                        |